# G. A. 코헨
G. A. 코헨(영어: G. A. Cohen)으로 알려진 제럴드 앨런 코헨(영어: Gerald Allan Cohen, 1941년 4월 14일~2009년 8월 5일)은 캐나다의 정치철학자이다. 유니버시티 칼리지 런던에서 법철학 퀘인 교수(Quain Professor of Jurisprudence), 옥스퍼드 대학교 올 소울스 칼리지에서 사회 및 정치이론 치첼리 교수(Chichele Professor of Social and Political Theory)를 역임하였다. 그는 마르크스주의에 관한 연구로 잘 알려졌으며, 이후에는 규범적 정치철학 관한 작업으로도 주목받았다.

## 배경
1941년 4월 14일 캐나다 퀘벡주 몬트리올에서 태어난 코헨은 민족적으로는 유대인이지만 강한 반종교적이고 공산주의적 성향을 지닌 가정에서 자랐다. 그는 모리스 빈체프스키 학교, 스트래스코나 아카데미, 아우트르몽 고등학교를 거친 뒤 맥길 대학교에서 철학·정치학 학사 학위를 받았다. 이후 영국 옥스퍼드 대학교에서 길버트 라일의 지도를 받으며(이사야 벌린에게도 수업을 들었다) 철학 석사(BPhil) 학위를 취득했다.

## 학문 경력
코헨은 1963년부터 1964년까지 조교수, 1964년부터 1979년까지 전임강사(lecturer), 그리고 1979년부터 1984년까지는 부교수(reader)로 런던대학교 유니버시티칼리지(UCL) 철학과에서 재직하였다. 이후 1985년에 옥스퍼드 대학교의 치첼리 사회 및 정치이론 교수직(Chichele chair)에 임명되었다. 크리스토퍼 버트람(Christopher Bertram), 사이먼 케이니(Simon Caney), 앨런 카터(Alan Carter), 세실 파브르(Cécile Fabre), 윌 킴리카(Will Kymlicka), 존 맥머트리(John McMurtry), 데이비드 레오폴드(David Leopold), 마이클 오츠카(Michael Otsuka), 시나 시프린(Seana Shiffrin), 조나단 울프(Jonathan Wolff) 등 그의 여러 제자들이 이후 도덕철학 및 정치철학 분야의 중요한 학자들이 되었다. 그는 2008년에 치첼리 교수직에서 은퇴하였다. 사망 당시에는 UCL 법학부에서 방문 퀘인 법철학 교수(visiting Quain Professor of Jurisprudence)로 재직 중이었다.
분석마르크스주의의 옹호자이자 9월 그룹의 창립 멤버로 알려진 코헨의 1978년 작품 《카를 마르크스의 역사이론 : 역사유물론 옹호》(1978)는 종종 그 비판자들에 의해 기술 결정론이라고 일컬어지는 카를 마르크스의 역사적 유물론에 대한 해석을 옹호한다. 《자기 소유, 자유, 평등》(1995) 에서 코헨은 사회주의에 대한 광범위한 도덕적 주장을 제시하며, 존 롤스와 로버트 노직의 견해와 자신의 견해를 대조하여, 자기 소유의 로크적 원리에 대한 광범위한 비판을 하였다.
코헨은 철학적 논쟁 중에 화려한(혹은 과장된) 토론 방식으로 잘 알려져 있었다. 그의 가장 친한 친구인 철학자 제럴드 드워킨(Gerald Dworkin)에 따르면, “부적절하거나, 사적인 것이거나, 기이하거나, 민망한 것이든 간에, 대화 중에 갑자기 꺼내지 못할 것은 아무것도 없었다.”
2009년 8월 5일, 코헨은 옥스퍼드의 존 래드클리프 병원에서 뇌졸중으로 68세의 나이로 사망하였다.

## 주요 저작
- Karl Marx's Theory of History: A Defence (1978, 2000). Princeton, NJ and Oxford: Princeton University Press and Oxford University Press. (국내번역: 제럴드 앨런 코헨.《카를 마르크스의 역사이론 - 역사유물론 옹호》.박형신, 정헌주 옮김, 한길사, 2011)
- “The Structure of Proletarian Unfreedom” (PDF). 《Philosophy & Public Affairs》 (영어) 12 (1): 3–33. Winter 1983. 2025년 6월 14일에 원본 문서 (PDF)에서 보존된 문서. 2025년 6월 18일에 확인함. Included in History, Labour, and Freedom (1988) pp.255-282
- "Marx and Locke on Land and Labour" Proceedings of the British Academy 71, 1985 (1986)
- History, Labour, and Freedom (1988). Oxford: Oxford University Press.
- "Incentives, Inequality, and Community" The Tanner Lectures On Human Values, Delivered at Stanford University May 21, 23, 1991
- 《Self-Ownership, Freedom, and Equality》. Cambridge: Cambridge University Press. 1995. ISBN 978-0-5214-7174-9. OCLC 612482692.
- “Freedom and Money” (PDF). 《Revista Argentina de Teoría Jurídica》 1 (1): 1–32. 1999. 2025년 1월 14일에 원본 문서 (PDF)에서 보존된 문서. 2025년 6월 18일에 확인함.(orig. presented as Isaiah Berlin Memorial Lecture, May 1998).[14][15]
- If You're an Egalitarian, How Come You're So Rich? (2000)
- "Expensive Taste Rides Again," in: Ronald Dworkin and his Critics, with replies by Dworkin (2004)
- Rescuing Justice and Equality (2008)
- Why Not Socialism? (2009)[16][12]
- On the Currency of Egalitarian Justice, and Other Essays in Political Philosophy (2011)[17]
- Finding Oneself in the Other (2012)
- Lectures on the History of Moral and Political Philosophy (2013)

## 같이 보기
- 운 평등주의